# Gaillon

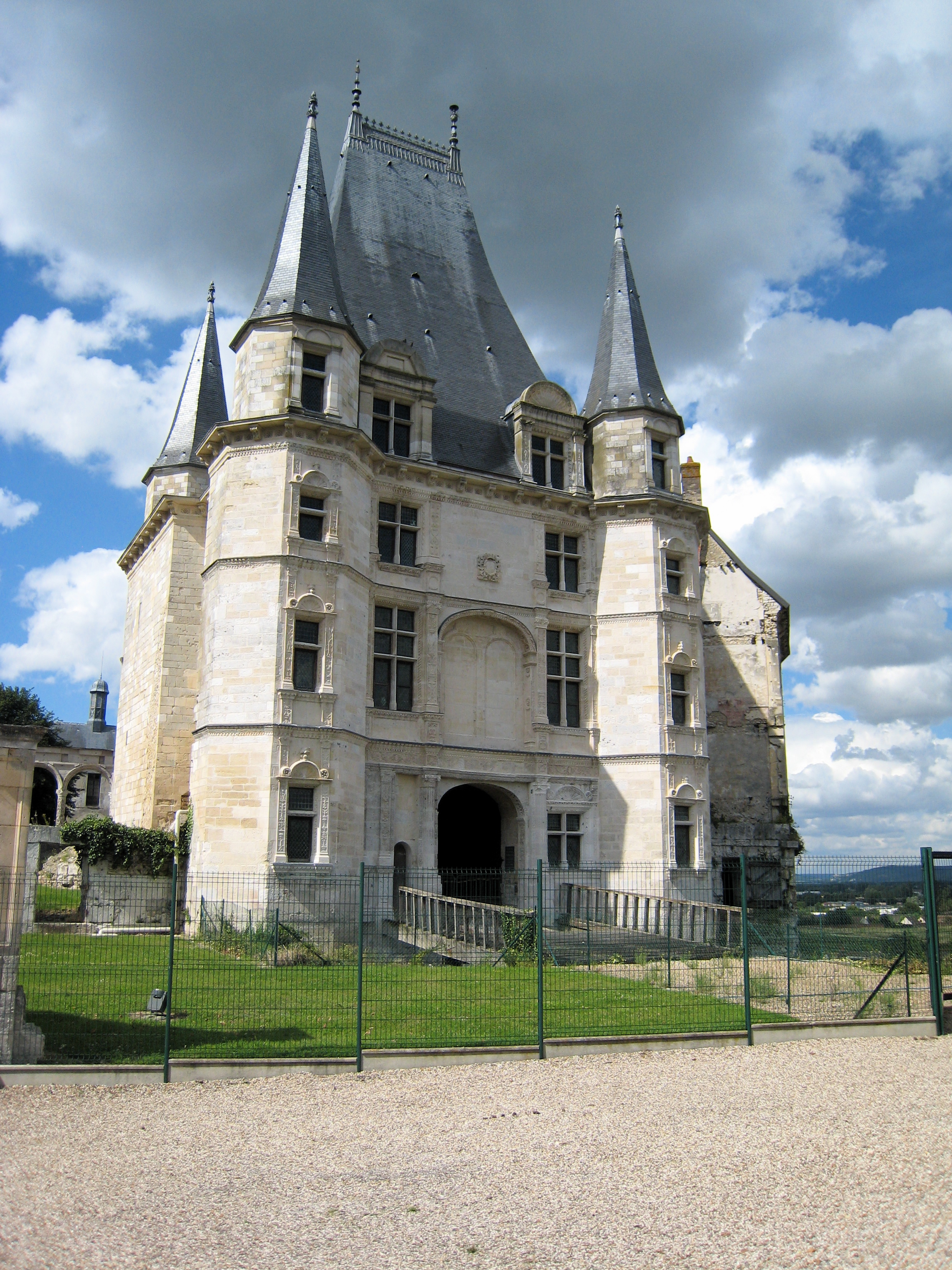
Slottet

Gaillon är en stad i regionen Normandie i departementet Eure. År 2022 hade Gaillon 6 785 invånare.
Staden är främst känd för sitt slott, som är ett av renässansens första verk norr om Alperna och uppfördes av kardinal Georges d'Amboise omkring 1500.

## Befolkningsutveckling
Antalet invånare i kommunen Gaillon
Referens:INSEE